# Fosse de l'acétabulum
La fosse de l'acétabulum (ou arrière-fond de la cavité cotyloïde) est la partie centrale de l'acétabulum.

## Description
La fosse de l'acétabulum est une surface quadrilatère rugueuse et non articulaire.
Elle est entourée en partie par la surface lunaire de l'acétabulum et se poursuit en bas par l'incisure de l'acétabulum.
Elle est comblée par un coussinet adipeux et donne insertion à quelques fibres du ligament de la tête du fémur.